# ТЕС Мак-Артур-Рівер
16°26′1″ пд. ш. 136°5′37″ сх. д. / 16.43361° пд. ш. 136.09361° сх. д.
ТЕС Мак-Артур-Рівер – теплова електростанція на півночі Австралії.
Електростанцію спорудили з метою забезпечення цинкового рудника Мак-Артур-Рівер. В 1995-му ввели в дію першу чергу, яка отримала 6 встановлених на роботу у відкритому циклі газових турбін та 2 генераторні установки на основі двигунів внутрішнього згоряння загальною потужністю 24 МВт.
В 2014-му майданчик підсилили за рахунок другої черги, що має 6 генераторних установок на основі двигунів внутрішнього згоряння загальною потужністю 53 МВт. 
Як паливо використовують природний газ, що надходить по трубопроводу Палм-Воллей-Дарвін – Мак-Артур-Рівер.